# Jump Around (középlemez)
A Jump Around KSI második középlemeze, amely 2016. október 28-án jelent meg digitális letöltésként és streaming platformokon az Island Records és Universal Music Group kiadókon keresztül. Közreműködik a középlemezen Stefflon Don, Waka Flocka Flame, MNDM, Mista Silva és Arjun. Három kislemez jelent meg az EP-ről: a Goes Off, a Friends with Benefits és a Jump Around. A megjelenéssel egyidőben KSI Európában kezdett turnézni.

## Megjelenés, promóció
A Jump Around digitális letöltésként és streaming platformokon jelent meg az Island Records és Universal Music Group kiadókon keresztül, 2016. október 28-án.

### Kislemezek
A Goes Off 2016. április 29-én jelent meg a középlemez első kislemezeként és közreműködik rajta Mista Silva. A videóklip egy nappal később jelent meg, 3.7 millió megtekintés van rajta.
A Friends with Benefits-et KSI az MNDM-mel együtt adta ki 2016. július 29-én. A dal 69. helyig jutott a Brit kislemezlistán és 12-ig a UK Hip Hop and R&B Singles listán. 2016. augusztus 26-án jelent meg hozzá egy videóklip, amelynek közel 50 millió megtekintése van.
A Jump Around volt a középlemez utolsó kislemeze 2016. szeptember 16-án jelent meg, és közreműködött rajta Waka Flocka Flame. 2016. október 3-án kiadtak hozzá egy videóklipet is, amelynek közel 14 millió megtekintése van.
A Touch Down, amelyen KSI Stefflon Don-nal dolgozott együtt, szerepelt a 2017-es Baywatch című filmben.

#### Statisztikák
| Kislemezek statisztikái                          | Kislemezek statisztikái | Kislemezek statisztikái | Kislemezek statisztikái | Kislemezek statisztikái | Kislemezek statisztikái |
| Cím                                              | Megjelenés              | Slágerlista             | Slágerlista             | Videóklip megtekintések | For.                    |
| Cím                                              | Megjelenés              | UK                      | UK R&B                  | Videóklip megtekintések | For.                    |
| ------------------------------------------------ | ----------------------- | ----------------------- | ----------------------- | ----------------------- | ----------------------- |
| Goes Off (Mista Silva közreműködésével)          | 2016. április 29.       | –                       | –                       | 3,7 millió              | [ 4 ]                   |
| Friends with Benefits (MNDM közreműködésével)    | 2016. július 29.        | 69                      | 12                      | 47,2 millió             | [ 8 ]                   |
| Jump Around (Waka Flocka Flame közreműködésével) | 2016. szeptember 16.    | –                       | –                       | 13,5 millió             | [ 12 ]                  |

### Turné
2016. július 5-én KSI bejelentette, hogy Európában fog turnézni.
| Dátum             | Város               | Ország        | Helyszín             |
| ----------------- | ------------------- | ------------- | -------------------- |
| 2016. október 26. | Párizs              | Franciaország | La Boule Noire       |
| 2016. október 27. | Antwerpen           | Belgium       | Kavka Club           |
| 2016. október 28. | Amszterdam          | Hollandia     | Bitterzoet           |
| 2016. október 30. | Berlin              | Németország   | Musik & Frieden      |
| 2016. november 1. | Manchester          | Anglia        | Manchester Academy   |
| 2016. november 2. | Newcastle upon Tyne | Anglia        | O2 Academy Newcastle |
| 2016. november 4. | Glasgow             | Skócia        | O2 ABC Glasgow       |
| 2016. november 5. | Liverpool           | Anglia        | O2 Academy Liverpool |
| 2016. november 6. | Birmingham          | Anglia        | O2 Institute         |
| 2016. november 8. | London              | Anglia        | The Garage           |

## Számlista
| 1.    | Touch Down (Stefflon Don közreműködésével)       | Olajide Olatunji Stephanie Allen Tuna Erlat Andrew Shane                     | 2:48 |
| 2.    | Jump Around (Waka Flocka Flame közreműködésével) | Olatunji Juaquin Malphurs Derek Safo David Appell Kal Mann Lawrence Muggerud | 3:06 |
| 3.    | Friends with Benefits (MNDM közreműködésével)    | Olatunji Safo Tumai Salih Faried Jhauw Charles Cook Kris Coutinho            | 2:46 |
| 4.    | Goes Off (Remix) (Mista Silva közreműködésével)  | Olatunji Safo Erlat                                                          | 3:22 |
| 5.    | OP                                               | Olatunji Daniel Smith                                                        | 2:59 |
| 6.    | Sticks & Stones (Arjun közreműködésével)         | Olatunji Levi Niha Cook Safo                                                 | 3:32 |
| 18:33 |                                                  |                                                                              |      |

## Közreműködő előadók
A Tidal adatai alapján.
- KSI – dalszerző (összes), vokál (összes)
- DJ Turkish – keverés (összes), master (összes), producer (2, 3), hangmérnök (2), dalszerző (3)
- Stefflon Don – dalszerző (1), vokál (1)
- Zagor – producer (1, 4), dalszerző (1, 4)
- Randolph – dalszerző (1)
- Sway – hangmérnök (1, 2, 4), producer (2-4), dalszerző (2-4, 6), vokális hangszerelés (2), vokál (4)
- Oscar Lo Brutto – editing (1)
- Waka Flocka Flame – dalszerző (2), vokál (2)
- Charles Cook – producer (2, 3, 6), dalszerző (3, 6)
- David Appell – dalszerző (2)
- Kal Mann – dalszerző (2)
- Lawrence Muggerud – dalszerző (2)
- MNDM – producer (3)
- Faried Jhauw – producer (3), dalszerző (3), dobok (3), hangmérnök (3)
- Kris Coutinho – dalszerző (3), dobok (3), hangmérnök (3)
- Rutti Cruise – hangmérnök (3)
- Denise Kroes – vokál (3)
- Gia Re Lodge-O'Meally – vokál (3)
- Mista Silva – vokál (4)
- Andrew Mutambira – billentyűk (4)
- Deeco – producer (5), dalszerző (5)
- Arjun – vokál (6)
- Levi Niha – producer (6), dalszerző (6)
- Rachel Calverley – cselló (6)
- Hirka Katarina – brácsa (6)
- Rachel Jennings – hegedű (6)
- Rob Ross – hegedű (6)
- Dave Stanley – hangmérnök (6)

## Slágerlisták
| Slágerlista (2016) | Legmagasabb pozíció |
| ------------------ | ------------------- |
| UK Download (OCC)  | 60                  |

## Kiadások
| Régió       | Dátum             | Formátum                         | Kiadó                        | For.        |
| ----------- | ----------------- | -------------------------------- | ---------------------------- | ----------- |
| Világszerte | 2016. október 28. | - digitális letöltés - streaming | - Island Records - Universal | [ 1 ] [ 2 ] |